# Mossel
Mossel (toponimo francese) è una frazione del comune svizzero di Ursy, nel Canton Friburgo (distretto della Glâne).

## Storia

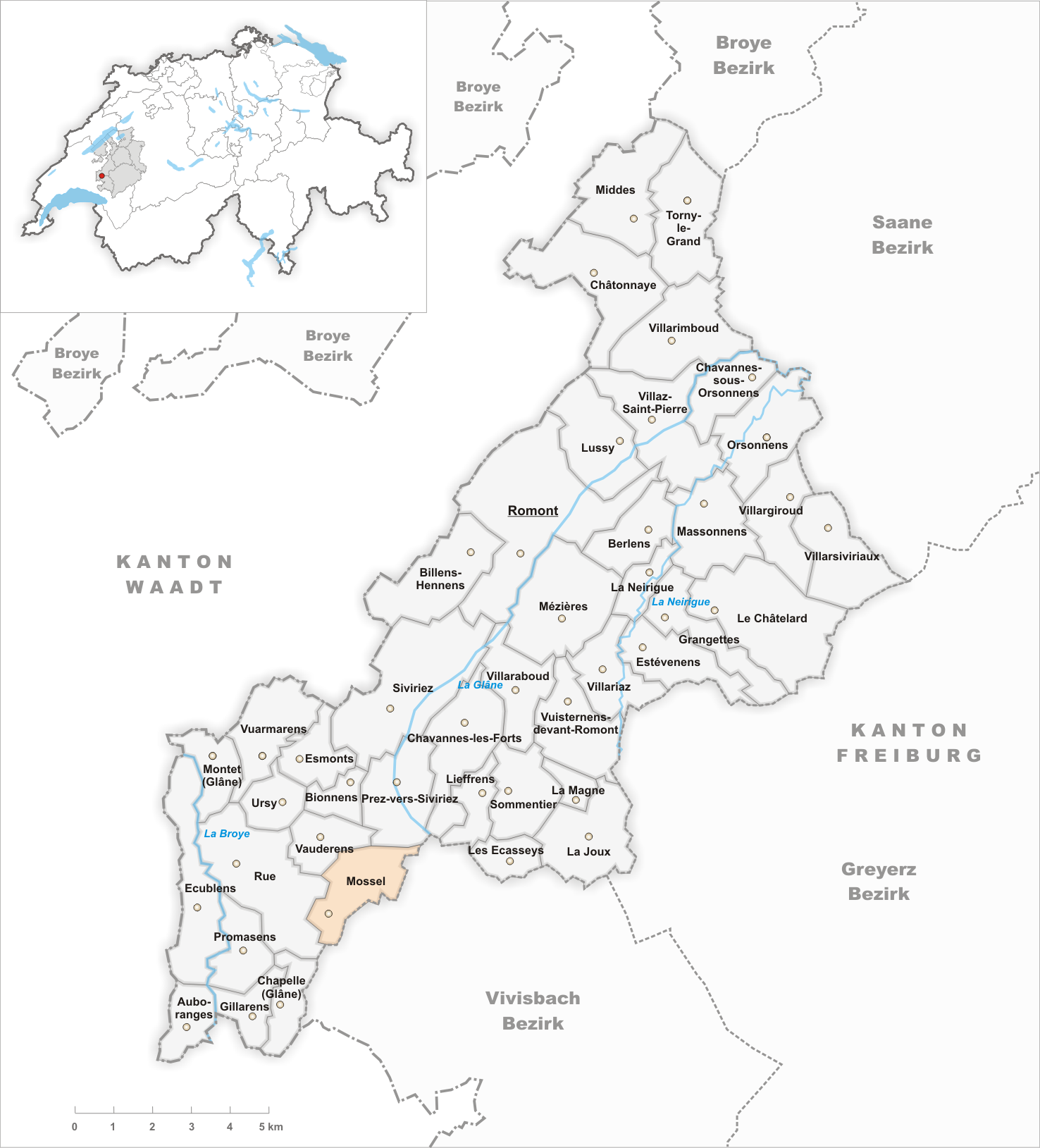
Il territorio del comune di Mossel prima degli accorpamenti comunali del 2001

Già comune autonomo, il 1º gennaio 2001 è stato accorpato a Ursy assieme agli altri comuni soppressi di Bionnens e Vauderens.

## Monumenti e luoghi d'interesse
- Cappella cattolica del Sacro Cuore (già di Nostra Signora della Compassione), eretta nel 1891[1].

## Società

### Evoluzione demografica
L'evoluzione demografica è riportata nella seguente tabella:
Abitanti censiti

## Amministrazione
Ogni famiglia originaria del luogo fa parte del comune patriziale che ha la responsabilità della manutenzione di ogni bene comune.